# Ларедо
Ларѐдо (от испански на английски: Laredo, англицизирани произношения Ларейдоу и Ларейдо) е град в щата Тексас, САЩ. Ларедо е окръжен център на окръг Уеб. Ларедо е с население от 260 654 жители (по приблизителна оценка от 2017 г.) и обща площ от 218,96 км². Основан е през 1755 г. Ларедо се намира на брега на река Рио Гранде срещу мексиканския град Нуево Ларедо.